# Bianca Ryan
Bianca Taylor Ryan (ur. 1 września 1994 w Filadelfii) – amerykańska piosenkarka pop. Zwyciężczyni pierwszej edycji programu rozrywkowego America’s Got Talent (2006).

## Dyskografia
- Bianca Ryan (2006)
- Christmas Everyday! (2007)
- The True Meaning of Christmas (2009)
- The Reintroduction, Pt. 1 (2019)